# アカペラ (HOUND DOGの曲)
「アカペラ」は、HOUND DOGの43枚目のシングル。6人編成としての最後のシングルとなった楽曲。NHK総合『愛と友情のブギウギ』主題歌。

## 批評
『CDジャーナル』は大友康平の歌唱姿勢を「粘るような節回しから一転、スコーンと抜ける味わいにますます磨きがかかり、いまや藝の域に達した」と評した。

## 収録曲
全作曲・編曲：蓑輪単志
1. アカペラ
作詞：K.Otomo
2. alive
作詞：松井五郎
3. アカペラ (inst.)